# Алван (Илиноис)
Алван (Илиноис) (енгл. Alvan) град је у америчкој савезној држави Илиноис.

## Демографија
По попису из 2010. године број становника је 270.
| Група             | 2000.    | 2010.       |
| Белци             | 0 (0,0%) | 258 (95,6%) |
| Афроамериканци    | 0 (0,0%) | 2 (0,7%)    |
| Азијати           | 0 (0,0%) | 3 (1,1%)    |
| Хиспаноамериканци | 0 (0,0%) | 5 (1,9%)    |
| Укупно            | 0        | 270         |